# عصوية ذهبية ترابية باردة
عصوية ذهبية ترابية باردة (الاسم العلمي: Chryseobacterium frigidisoli) هي نوع من البكتيريا، سلبية الغرام، تتبع جنس عصوية ذهبية.